# Колица за купање
Колица за купање била су популарна од 18. века до почетка 20. века, а људима на плажама омогућавала су да се пресвуку из своје уобичајене одеће, обуку купаће костиме и уђу у море. Колица за купање била су са кровом и направљена од дрвета и котрљала су се у море. Нека су имала зидове од пуног дрвета, друга платнене зидове преко дрвеног оквира, а обично зидове са стране и врата, са завесама на сваком крају.
Употреба колица за купање била је део бонтона за купање у мору, коју су требали поштовати и мушкарци и жене који су желели да се понашају пристојно.
Посебно у Британији, чак и уз употребу колица за заштиту, купање за мушкарце и жене је обично било одвојено, тако да се особе супротног пола не би виђале у купаћим костимима који, иако скромни по савременим стандардима, нису сматрани одговарајућом одећом за појављивање у јавности.

## Употреба
Колица за купање која су се користила у Маргејту, у Кенту, описао је Воли Чемберлен Олтон 1805. године као:
Са четири точка, прекривене платном, са на једном крају тендом од истог материјала који се спушта на површину воде, тако да је купач који силази са колица неколико степеника скривен од погледа јавности, чиме је најпрефињенијој жени омогућено да ужива у благодетима мора са најстрожом деликатношћу..
Људи су улазили у малу просторију кабине колица док су стајала на плажи, носећи своју уличну одећу. У кабини су се пресвлачили у купаће костиме, иако је мушкарцима било дозвољено да се купају голи до 1860-их, стављајући своју уличну одећу у подигнути одељак где би остала сува.
Вероватно су све кабине за купање имале мале прозоре, али један новинар у Манчестер Гардијану од 26. маја 1906. године сматрао их је „лоше осветљеним“ и питао се зашто кабине за купање нису побољшане кровним прозором.
Колица су ишла на точковима или клизила у воду. Најчешће колица су имала велике широке точкове и покретао их је коњ, или пар коња, са возачем. Мање уобичајене су биле кабине - колица које су вукла људска снага. Нека одмаралишта су имала дрвене шине у води по којима су се котрљали точкови, а нека су имала колица за купање која су се увлачила и извлачила из мора помоћу каблова које је покретала парна машина.
Када су стигли у воду, купачи су излазили са морске стране низ степенице у воду. Многа колица су имала врата напред и позади; она са само једним вратима су морала да се окрећу. Сматрало се неопходним да колица блокирају сваки поглед на купача са обале. Неке кабине су биле опремљене платненом тендом која се спуштала на вратима са стране мора, а понекад се могла спустити и у воду, пружајући купачу већу приватност. Нека одмаралишта су запошљавала снажну особу истог пола која би помагала купачу да уђе и изађе из мора.

Колица за купање су често била опремљена малом заставицом коју би купач могао да подигне као сигнал возачу да је спреман да се врати на обалу.
- Купање у мору у средњем Велсу око 1800. Може се видети неколико колица за купање.
- Сирене у Брајтону пливају иза својих колица за купање на гравури Вилијама Хита, око 1829.
- Мушкарац и жена у купаћим костимима, око 1910. године. Жена излази из колица за купање. Када је купање оба пола постало друштвено прихватљиво, дани колица за купање су били одбројани.

## Историја
Према неким изворима, колица за купање су развијена 1750. године у Маргејту, у Кенту. Та верзија је вероватно била намењена да сакрије корисника док се углавном не би потопио у воду, јер у то време купаћи костими још нису били уобичајени и већина људи се купала гола. „Господин Бенџамин Бил, квекер, био је проналазач колица за купање. Њихова структура је једноставна, али прилично практична; а помоћу тенде, задовољства купања могу се уживати на тако приватан начин, који је у складу са најстрожом деликатношћу.“ У Јавној библиотеци Скарбороа налази се гравура Џона Сетерингтона из 1736. године која приказује људе како се купају и за коју се верује да је први доказ о колицима за купање; међутим, подаци из Девона тврде да је то било годину дана раније, 1735.
Међутим, други извор смешта најранија колица за купање на други крај Британије. Према огласу у Каледонском Меркурију, колица су била доступна свакодневно у Литу близу Единбурга од августа 1750. године, а формулација огласа сугерише да се појавила у ранијим издањима: „Колица за купање ће, од следећег понедељка, бити опслужена сваког законског дана од стране Томаса Вира Картера у Литу; његова станица код исте је на песку западно од стакленика, како би примио даме и господу који желе да се купају.“ Колица су могла „лако да приме четири особе“.
Колица за купање била су најчешће у Уједињеном Краљевству и деловима Британског царства са британским становништвом, али су се користила и у Француској, Немачкој, Холандији, Белгији, Сједињеним Државама, Мексику и другим земљама.
Принц Алберт је користио једна на плажи Осборн близу куће Осборн на острву Вајт, као и краљица Викторија, која их је користила за цртање и купање. Она је о таквом искуству писала у свом дневнику у јулу 1847. Након смрти краљице, њена колица су коришћена као кокошињац, али су рестаурирана 1950-их и изложена 2012. године. Према новинском извештају, „Краљичина колица била су необично украшена, са предњом верандом и завесама које су је скривале док не би ушла у воду. Унутрашњост је имала свлачионицу и WC са прикључком на водовод“.
Колица за купање су остала у активној употреби на енглеским плажама све до 1890-их, када су почеле да се паркирају на плажи. Законска сегрегација купалишта у Британији окончана је 1901. године, а употреба колица за купање је брзо опала. Затим су неколико година коришћена као стационарне свлачионице. Већина њих је нестала у Уједињеном Краљевству до 1914. године, а почетком 1920-их биле су готово изумрле, чак и на плажама које су биле намењене старијој клијентели. На многим местима широм света су опстала до данас као стационарне кућице за купање.

## У медијима
- У „Лову на снарке“ њихова склоност ка колицима за купање наведена је као четврти „непогрешиви знак“ који ловци на снарке треба да узму у обзир.
- У делу „Јоланта“, лорд канцелар у својој „Песми ноћних мора“ описује путнички брод као не много већи од колица за купање.
- Употреба колица за купање и одвојено пливање приказано је у серији ITV-а из 2019. године, „Сандитон“, заснованој на истоименом недовршеном роману Џејн Остин из 1817. године.
- У делу „Под туђим утицајем“ Џејн Остин, наводи се да је главна улица у граду Лајму током сезоне „била заузета колицима за купање“.
- У делу „О људском ропству“, Сомерсет Мом описује главног лика, Филипа, како плива у океану, након чега се „увукао назад, мокар и промрзао, у своја колица за купање“.
- У 22. поглављу књиге „Вашар таштине“ (1847–1848) Вилијама Мејкписа Текерија помињу се колица за купање.
- У делу „Ђаво у пролеће“ Лизе Клејпас, „Серафина ју је одвела до колица за купање која су била остављена близу дине. Била је то мала затворена просторија постављена на високим точковима, са степеницама које су водиле до врата“.
- Колица за купање се помињу у делу „Жена у белом“ Вилкија Колинса.
- Филм из 2020. године, „Амонит“, приказује Шарлот Мерчисон како користи колица за купање.
- Поглавље 24 у делу „Агнес Греј“ од Ен Бронте описује јутарње припреме на плажи у купалишту и помиње колица за купање.
- Алиса у делу „Алиса у земљи чуда“ Луиса Керола наивно закључује да се колица за купање могу наћи „где год да кренете на енглеској обали“.